# Delia Sheppard
Delia Sheppard (nacida en 1961 en Copenhague) es una actriz, modelo y cantante danesa.

## Carrera
Sheppard se inició en el ballet a los nueve años logrando presentarse en su país natal, en Francia y en Sudáfrica. Fue bailarina para el Ballet Real de Dinamarca, la Ópera de París y el Lido de París.
En 1985 publicó un sencillo de dos canciones en Francia titulado "Action". También en el país galo se desempeñó como modelo, trabajando para las marcas Karl Lagerfeld, Christian Dior y Jean-Paul Gaultier.
Después de sufrir una lesión en la espalda, Sheppard se trasladó a Hollywood para iniciar una carrera en la actuación. Apareció en películas como The Doors, Rocky V, Any Given Sunday, Mirror Images y Night Rhythms. También actuó en series de televisión como Northern Exposure y Night Court.